# 安多伊奥
安多伊奥（英語：Endoeus），约活动于公元前6世纪后期。古希腊雕刻家之一，公元前530年至公元前500年为其创作期，他的一生主要在雅典从事创作，因四件签名作品（其中三件在雅典）而为人所知。现存的作品包括雅典卫城上的雅典娜大理石坐像残块，保桑尼阿斯曾对此有所记载。 

## 扩展阅读
- 本条目包含来自公有领域出版物的文本: Chisholm, Hugh (编).  (第11版). London: Cambridge University Press. 1911.